# فربيون كاسيوسي
الفربيون الكاسيوسي (باللاتينية: Euphorbia cassia) نوع نباتي يتبع جنس الفربيون من الفصيلة اللبنية. سمي نسبة إلى الجبل الأقرع (كاسيوس باليونانية).

## الموئل والانتشار
ينتشر في بلاد الشام وتركيا وقبرص.

## مرادفات للاسم العلمي
- (باللاتينية: Tithymalus cassia (Boiss.) Klotzsch & Garcke)
- (باللاتينية: Euphorbia cassia Boiss. subsp. cassia)
- (باللاتينية: Euphorbia cassia subsp. rigoi (Boiss. ex Freyn) Holmboe)